# Perelʹman (cráter)

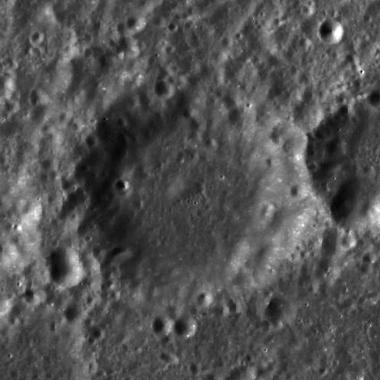
Fotografía de la misión Lunar Reconnaissance Orbiter

Perelʹman es un cráter de impacto desgastado perteneciente a la cara oculta de la Luna. Se encuentra a menos de un diámetro al noroeste del prominente cráter Scaliger. Al oeste-suroeste se halla el alargado Bowditch, y al suroeste de Perelʹman aparece un pequeño mar lunar, el Lacus Solitudinis.
|  |

Este cráter no es especialmente notable. Aparece desgastado y erosionado, con un borde exterior desigual. El cráter satélite Perelʹman E está unido al exterior oriental. El cráter está libre de impactos de superposición significativos. Presenta una cresta baja cerca del punto medio del suelo interior.

## Cráteres satélite
Por convención estos elementos son identificados en los mapas lunares poniendo la letra en el lado del punto medio del cráter que está más cercano a Perelʹman.
|           | \| Perelʹman \| Coordenadas \| Diámetro \| \| --------- \| ------------------------------- \| -------- \| \| E \| 23°54′S 107°12′E / -23.9, 107.2 \| 28 km \| \| S \| 24°18′S 104°24′E / -24.3, 104.4 \| 26 km \| |          |
| Perelʹman | Coordenadas | Diámetro |
| E         | 23°54′S 107°12′E / -23.9, 107.2 | 28 km    |
| S         | 24°18′S 104°24′E / -24.3, 104.4 | 26 km    |